# Ladomerszky Margit
Ladomerszky Margit, született Ladomerszky Margit Anna Mária (Budapest, Terézváros, 1904. december 17. – Budapest, 1979. október 10.) magyar–lengyel nemesi származású[forrás?] színésznő, érdemes művész.

## Pályafutása
Ladomerszky István János vasöntő segéd és Hrubi Anna Teréz lánya, testvére Ladomerszky Árpád János atya, felvidéki nemes és görög katolikus pap. Tanulmányait az Országos Színészegyesület színiiskolájában végezte. Először 1924-ben lépett színpadra Székesfehérváron. 1925–26-ban Kaposváron és Szegeden, 1927–29-ben Pécsett játszott, ebben az időszakban partnere Jávor Pál volt. 1929-ben karakterszerepekre szerződtette a Vígszínház. 1945-ben tagja lett a Pódium Kabarénak, 1945 és 1950, valamint 1952 és 1966 között a Nemzeti Színházban játszott.
A legnagyobb sikere George Bernard Shaw: Warrenné mestersége című darabja címszereplőjének alakítása volt, a szerepet 600-szor játszotta el az 1947-es bemutató és 1967 között. A bemutató a Belvárosi Színházban volt. Az utolsó előadás helyszíne nem, csak a színház neve változott meg: a Petőfi Sándor utcai épület ekkor a „Nemzeti” kamaraszínháza volt, Katona József Színház néven.

## Színpadi szerepei
- Roxane (Edmond Rostand: Cyrano de Bergerac)
- Júlia (William Shakespeare: Rómeó és Júlia)
- Nóra (Henrik Ibsen: Nóra)
- Ophelia (William Shakespeare: Hamlet)
- Aase anyó (Henrik Ibsen: Peer Gynt)
- Ökrösné (Karinthy Ferenc: Ezer év)
- Warrenné (George Bernard Shaw: Warrenné mestersége)
- Éva (Madách Imre: Az ember tragédiája)
- Melinda (Katona József: Bánk bán)
- Hilda (Henrik Ibsen: Solness építőmester)
- Titánia (William Shakespeare: Szentivánéji álom)
- Polezsájeva (Rahmanov: Viharos alkonyat)
- Gurmizsszkája (Alekszandr Nyikolajevics Osztrovszkij: Erdő)
- Higginsné (George Bernard Shaw: Pygmalion)
- Melányija (Makszim Gorkij: Jegor Bulicsov és a többiek)

## Filmjei

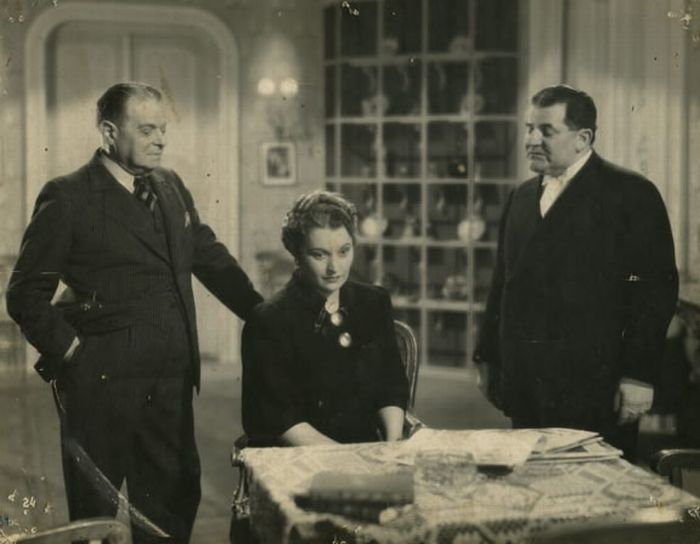
Ladomerszky Margit Góth Sándorral és Mály Gerővel a Cifra nyomorúság című filmben (1938)

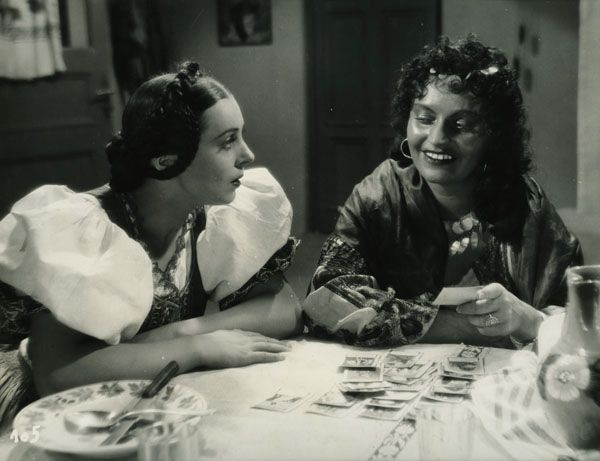
Ladomerszky Margit (jobbra) cigányasszonyként a Piros bugyelláris című filmben Bordy Bellával (1938)

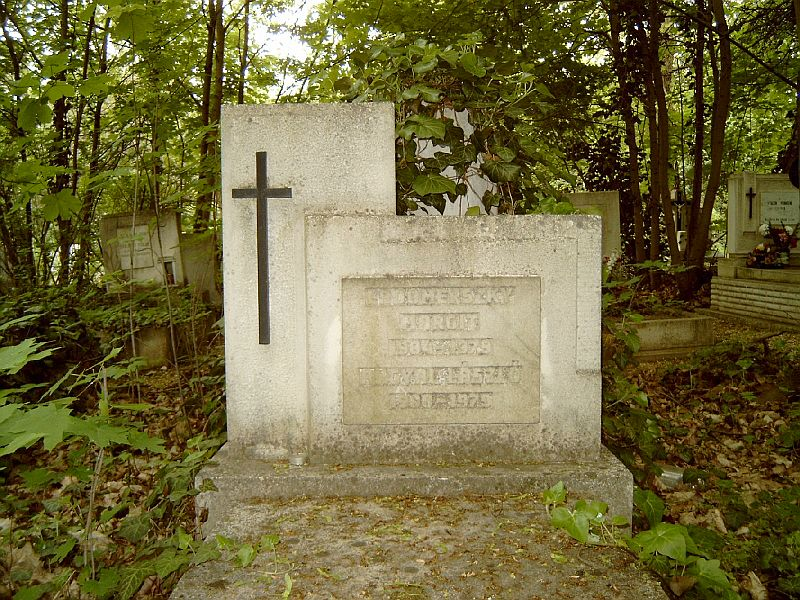
Ladomerszky Margit sírja Budapesten. Új köztemető: 158/11-1-9.

### Játékfilmek
- Tavaszi zápor (1932)
- Kísértetek vonata (1933)
- Emmy (1934)
- Ida regénye (1934)
- Édes mostoha (1935)
- A csúnya lány (1935)
- Ember a híd alatt (1936)
- Az én lányom nem olyan (1937)
- Édes a bosszú (1937)
- Rozmaring (1938)
- Úri világ (1938)
- Piros bugyelláris (1938)
- Két fogoly (1938)
- Hat hét boldogság (1939)
- Áll a bál (1939)
- Álomsárkány (1939)
- Toprini nász (1939)
- Bors István (1939)
- Sarajevo (1940)
- Gül Baba (1940)
- Pénz beszél (1940)
- Az utolsó Vereczkey (1940)
- Havasi napsütés (1940)
- Beáta és az ördög (1941)
- Tavaszi szonáta (1942)
- Házasság (1942)
- Őrségváltás (1942)
- Dr. Kovács István (1942)
- Szeptember végén (1942)
- A hegyek lánya (1942)
- Éjjeli zene (1943)
- Megálmodtalak (1943)
- Rákóczi nótája (1943)
- Ez történt Budapesten (1944)
- Zörgetnek az ablakon (1944)
- Madách: Egy ember tragédiája (1944)
- Egy fiúnak a fele (1946)
- Kis Katalin házassága (1950)
- Első fecskék (1952)
- Föltámadott a tenger I-II. (1953)
- Budapesti tavasz (1955)
- Fűre lépni szabad (1960)
- Katonazene (1961)
- Mici néni két élete (1962)
- A szélhámosnő (1963)
- Édes és keserű (1966)
- Nem szoktam hazudni (1966)
- A Hamis Izabella (1968)
- Nápolyt látni és… (1972)
- Csínom Palkó (1973)
- Egy erkölcsös éjszaka (1977)
- Drága kisfiam (1978)

### Tévéfilmek
- Othello Gyulaházán (1966)
- Dorottya (1973)
- A zöldköves gyűrű (1977)
- Baleset (1978)
- Megtörtént bűnügyek sorozat A holtak nem beszélnek című része (1980)

## Hangjátékok
- Herczeg Ferenc: Szíriusz (1938)
- Maxim Gorkij: Mint a gyerekek (1946)
- András László: Spanyol éjszakák (1948)
- Tolsztoj: Ivan Iljics halála  (1949)
- Dr. Révay József: Párduc (1955)
- Jean-Paul Sartre: A főbelövendők klubja (1955)
- Karinthy Ferenc: Ezer év (1956)
- Kovács János: Heine - emlékezés a költőre (1956)
- Lovik Károly: Az aranypolgár (1958)
- Frances Hodgson Burnett: A titkos kert (1959)
- Illés Endre: Hazugok (1959)
- Dold-Mihajlik: Ordasok között (1961)
- Mikszáth Kálmán: Miniszter kerestetik (1961)
- Rozov, Viktor: Szerelmes a gyerek (1961)
- Vagyim Kozsevnyikov: Ismerjék meg Balujevet! (1961)
- A Piros Oroszlán (1962) .... A kocsmáros felesége
- Kazakievics: Nappali fénynél (1962)
- Eich, Günter: Allahnak 100 neve van (1963)
- Friedrich Schiller: Ármány és szerelem (1963)... Lady Milford
- Anton, Eduardo: Lány az erkélyen (1963)
- Drozdowski, Bohdan: Lengyel ballada (1964)
- Turner, David: Mr. Midway vasárnapja (1964)
- Vohlrab, Egon: A sztudánkai vendég (1964)
- Mihail Solohov: Csendes Don (1967)
- Egri Viktor: Ének a romok felett (1968)
- Giles Cooper: A sültgalamb (1968)
- Stehlik, Miloslav: A bizalom vonala (1968)
- Zapolska, Gabriela: Dulska asszony erkölcse (1968)
- Jurandot, Jerzy: A kilencedik igaz (1969)
- Maupassant, Guy de: A szépfiú (1970)
- Remenyik Zsigmond: Jordán Elemér első hete a túlvilágon (1970)
- Uszpenszkij, Gleb: Az őrházikó (1971)
- Török Gyula: A hamu alatt (1972)
- Hárs László: Buci királyfi, az üveggolyó (1973)
- Kann, Maria: A kéktollú gácsér (1973)
- Szakonyi Károly: Nő arcképe, háttérrel (1976)
- Gogol: A köpönyeg (1977)
- Ismeretlen ismerősök - Hunyady Sándor (1978)

## Díjai, elismerései
- Érdemes művész (1966)